# جوني تابيا
جوني تابيا (بالإنجليزية: Johnny Tapia)‏ مواليد 13 فبراير 1967 في ألباكركي، نيومكسيكو، الولايات المتحدة - الوفاة 27 مايو 2012 في ألباكركي، نيومكسيكو، الولايات المتحدة، كان ملاكم أمريكي سابق صنّف ضمن فئة وزن الريشة. حقق بطولة رابطة الملاكمة العالمية وبطولة الاتحاد الدولي للملاكمة وبطولة منظمة الملاكمة العالمية.

## إحصائيات
خاض خلال مسيرته 66 نزالا، فاز في 59 وتعادل في 2 وخسر في 5. فاز بالضربة القاضية في 30 نزالا.

## روابط خارجية
- جوني تابيا على موقع بوكس ريك (الإنجليزية) (registration required)